# 81. Międzynarodowy Festiwal Filmowy w Wenecji
81. Międzynarodowy Festiwal Filmowy w Wenecji odbył się w dniach 28 sierpnia – 7 września 2024 roku. Imprezę otworzył pokaz amerykańskiego filmu Beetlejuice Beetlejuice w reżyserii Tima Burtona. W konkursie głównym zaprezentowanych zostało 21 filmów pochodzących z 12 różnych krajów.
Jury pod przewodnictwem francuskiej aktorki Isabelle Huppert przyznało nagrodę główną festiwalu, Złotego Lwa, hiszpańskiemu filmowi W pokoju obok w reżyserii Pedra Almodóvara. Drugą nagrodę w konkursie głównym, Grand Prix, przyznano włoskiemu obrazowi Droga do Vermiglio w reżyserii Maury Delpero.
Honorowego Złotego Lwa za całokształt twórczości otrzymała amerykańska aktorka Sigourney Weaver oraz australijski reżyser Peter Weir. Galę otwarcia i zamknięcia festiwalu prowadziła włoska aktorka Sveva Alviti.

## Członkowie jury

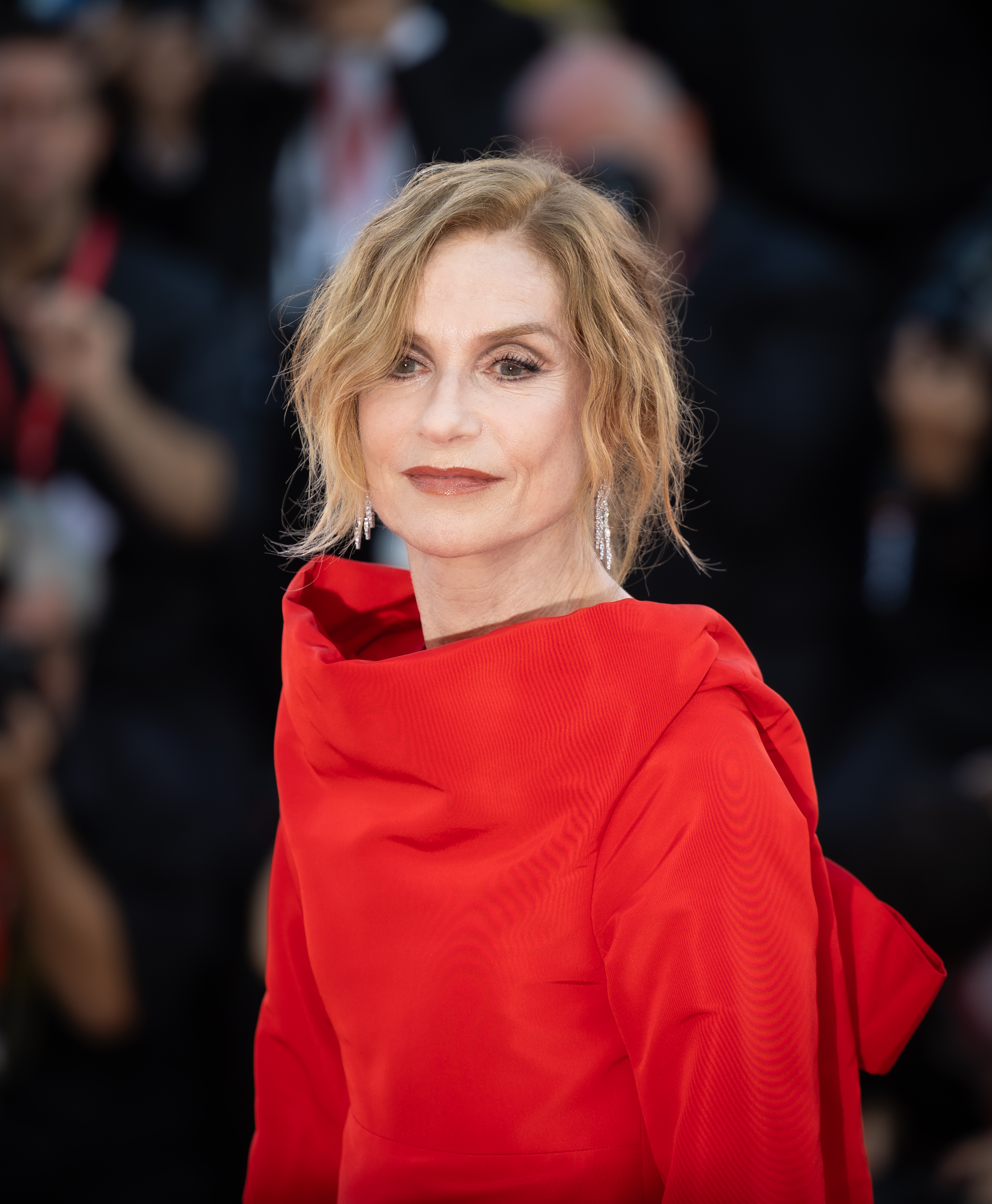
Przewodnicząca jury konkursu głównego Isabelle Huppert.

### Konkurs główny
- Isabelle Huppert, francuska aktorka – przewodnicząca jury[8][9]
- James Gray, amerykański reżyser
- Andrew Haigh, brytyjski reżyser
- Julia von Heinz, niemiecka reżyserka
- Agnieszka Holland, polska reżyserka
- Kleber Mendonça Filho, brazylijski reżyser
- Abderrahmane Sissako, mauretański reżyser
- Giuseppe Tornatore, włoski reżyser
- Zhang Ziyi, chińska aktorka

### Sekcja „Horyzonty”
- Debra Granik, amerykańska reżyserka − przewodnicząca jury
- Ali Asgari, irański reżyser
- Soudade Kaadan, syryjska reżyserka
- Christos Nikou, grecki reżyser
- Tuva Novotny, szwedzka aktorka i reżyserka
- Gábor Reisz, węgierski reżyser
- Valia Santella, włoska scenarzystka

### Nagroda im. Luigiego De Laurentiisa
- Gianni Canova, włoski krytyk filmowy i rektor Uniwersytetu IULM w Mediolanie − przewodniczący jury
- Ricky D’Ambrose, amerykański reżyser
- Bárbara Paz, brazylijska aktorka i reżyserka
- Taylor Russell, kanadyjska aktorka
- Jacob Wong, hongkoński kurator festiwalowy

## Selekcja oficjalna

### Otwarcie i zamknięcie festiwalu
|             | Tytuł                   | Reżyseria  | Kraj produkcji    |
| ----------- | ----------------------- | ---------- | ----------------- |
| Otwierający | Beetlejuice Beetlejuice | Tim Burton | Stany Zjednoczone |
| Zamykający  | Amerykański ogródek     | Pupi Avati | Włochy            |

### Konkurs główny
Następujące filmy zostały wyselekcjonowane do udziału w konkursie głównym o Złotego Lwa:
| Tytuł polski                | Tytuł oryginalny        | Reżyseria                          | Kraj produkcji    |
| --------------------------- | ----------------------- | ---------------------------------- | ----------------- |
| Wciąż tu jestem             | Ainda Estou Aqui        | Walter Salles                      | Brazylia          |
| Kwiecień                    | აპრილი Aprili           | Dea Kulumbegaszwili                | Gruzja            |
| Babygirl                    | Babygirl                | Halina Reijn                       | Stany Zjednoczone |
| The Brutalist               | The Brutalist           | Brady Corbet                       | Stany Zjednoczone |
| Pole bitwy                  | Campo di battaglia      | Gianni Amelio                      | Włochy            |
| Diva Futura                 | Diva Futura             | Giulia Steigerwalt                 | Włochy            |
| Żniwa                       | Harvest                 | Athina Rachel Tsangari             | Wielka Brytania   |
| Sycylijskie listy           | Iddu                    | Fabio Grassadonia i Antonio Piazza | Włochy            |
| Zabić dżokeja               | El jockey               | Luis Ortega                        | Argentyna         |
| Joker: Folie à deux         | Joker: Folie à deux     | Todd Phillips                      | Stany Zjednoczone |
| Moi synowie                 | Jouer avec le feu       | Delphine i Muriel Coulin           | Francja           |
| Miłość                      | Kjærlighet              | Dag Johan Haugerud                 | Norwegia          |
| Leurs enfants après eux     | Leurs enfants après eux | Ludovic i Zoran Boukherma          | Francja           |
| Maria Callas                | Maria                   | Pablo Larraín                      | Włochy            |
| Cudze oczy                  | 默视录 Mò shì lù        | Yeo Siew Hua                       | Singapur          |
| The Order: Ciche braterstwo | The Order               | Justin Kurzel                      | Kanada            |
| Queer                       | Queer                   | Luca Guadagnino                    | Stany Zjednoczone |
| Młodość: Powrót do domu     | 青春 Qingchun: Gui      | Wang Bing                          | Chiny             |
| W pokoju obok               | The Room Next Door      | Pedro Almodóvar                    | Hiszpania         |
| Przyjaciółki                | Trois amies             | Emmanuel Mouret                    | Francja           |
| Droga do Vermiglio          | Vermiglio               | Maura Delpero                      | Włochy            |

### Pokazy pozakonkursowe
Następujące filmy zostały wyświetlone na festiwalu w ramach pokazów pozakonkursowych i specjalnych:

#### Filmy fabularne
| Tytuł polski            | Tytuł oryginalny                      | Reżyseria           | Kraj produkcji    |
| ----------------------- | ------------------------------------- | ------------------- | ----------------- |
| Baby Invasion           | Baby Invasion                         | Harmony Korine      | Stany Zjednoczone |
| Beetlejuice Beetlejuice | Beetlejuice Beetlejuice               | Tim Burton          | Stany Zjednoczone |
| Broken Rage             | Broken Rage                           | Takeshi Kitano      | Japonia           |
| W końcu                 | Finalement                            | Claude Lelouch      | Francja           |
| Horyzont. Rozdział 1    | Horizon: An American Saga – Chapter 1 | Kevin Costner       | Stany Zjednoczone |
| Horyzont. Rozdział 2    | Horizon: An American Saga – Chapter 2 | Kevin Costner       | Stany Zjednoczone |
| Chmura                  | クラウド Kuraudo                      | Kiyoshi Kurosawa    | Japonia           |
| Operacja Maldoror       | Maldoror                              | Fabrice du Welz     | Belgia            |
| Amerykański ogródek     | L'orto americano                      | Pupi Avati          | Włochy            |
| Phantosmia              | Phantosmia                            | Lav Diaz            | Filipiny          |
| Il tempo che ci vuole   | Il tempo che ci vuole                 | Francesca Comencini | Włochy            |
| Samotne wilki           | Wolfs                                 | Jon Watts           | Stany Zjednoczone |

#### Filmy dokumentalne
| Tytuł polski                                        | Tytuł oryginalny                                                | Reżyseria                          | Kraj produkcji    |
| --------------------------------------------------- | --------------------------------------------------------------- | ---------------------------------- | ----------------- |
| 2073                                                | 2073                                                            | Asif Kapadia                       | Wielka Brytania   |
| Apokalipsa w tropikach                              | Apocalipse nos trópicos                                         | Petra Costa                        | Brazylia          |
| Bestiariusze, zielniki, lapidaria                   | Bestiari, erbari, lapidari                                      | Massimo d’Anolfi i Martina Parenti | Włochy            |
| Izrael i Palestyna w telewizji szwedzkiej 1958-1989 | Israel Palestina pa Svensk TV 1958-1989                         | Göran Hugo Olsson                  | Szwecja           |
| One to One: John i Yoko                             | One to One: John & Yoko                                         | Kevin Macdonald i Sam Rice-Edwards | Wielka Brytania   |
| Pieśni płonącej ziemi                               | Пісні землі, що повільно горит Pisni zemli, szczo powilno horyt | Olga Żurba                         | Ukraina           |
| Riefenstahl                                         | Riefenstahl                                                     | Andres Veiel                       | Niemcy            |
| Rosjanie na wojnie                                  | Russians at War                                                 | Anastasija Trofimowa               | Kanada            |
| Rozdzieleni                                         | Separated                                                       | Errol Morris                       | Stany Zjednoczone |
| TWST: Things We Said Today                          | TWST: Things We Said Today                                      | Andrei Ujică                       | Rumunia           |
| Dlaczego wojna                                      | Why War                                                         | Amos Gitaj                         | Izrael            |

#### Seriale TV
| Tytuł polski                     | Tytuł oryginalny        | Reżyseria                                                     | Kraj produkcji  |
| -------------------------------- | ----------------------- | ------------------------------------------------------------- | --------------- |
| Nowe lata (10 odc.)              | Los años nuevos         | David Martín de los Santos, Rodrigo Sorogoyen i Sandra Romero | Hiszpania       |
| Sprostowanie (7 odc.)            | Disclaimer              | Alfonso Cuarón                                                | Wielka Brytania |
| Rodziny takie jak nasza (7 odc.) | Familier som vores      | Thomas Vinterberg                                             | Dania           |
| M. Syn stulecia (8 odc.)         | M. Il figlio del secolo | Joe Wright                                                    | Włochy          |

#### Filmy krótkometrażowe
| Tytuł polski            | Tytuł oryginalny                  | Reżyseria             | Kraj produkcji |
| ----------------------- | --------------------------------- | --------------------- | -------------- |
| Alegoria miejska        | Allégorie citadine                | Alice Rohrwacher i JR | Francja        |
| Jeśli mogę: Rozdział II | Se posso permettermi: Capitolo II | Marco Bellocchio      | Włochy         |

#### Pokazy specjalne
| Tytuł polski                                         | Tytuł oryginalny                                | Reżyseria            | Kraj produkcji    |
| ---------------------------------------------------- | ----------------------------------------------- | -------------------- | ----------------- |
| Piękno to nie grzech (krótkometrażowy)               | Beauty Is Not a Sin                             | Nicolas Winding Refn | Włochy            |
| Giacomo Leopardi: Poeta nieskończoności (miniserial) | Leopardi. Il poeta dell'infinito                | Sergio Rubini        | Włochy            |
| Pan i władca: Na krańcu świata (retrospektywa)       | Master and Commander: The Far Side of the World | Peter Weir           | Stany Zjednoczone |

### Sekcja „Horyzonty”
Następujące filmy zostały wyświetlone na festiwalu w ramach sekcji „Horyzonty”:
| Tytuł polski                       | Tytuł oryginalny                    | Reżyseria                   | Kraj produkcji    |
| ---------------------------------- | ----------------------------------- | --------------------------- | ----------------- |
| Aïcha                              | Aïcha                               | Mehdi Barsaoui              | Tunezja           |
| O ludziach i psach                 | על כלבים ואנשים Al klavim veanashim | Dani Rosenberg              | Izrael            |
| Nowy Rok, który nie nadszedł       | Anul Nou care n-a fost              | Bogdan Mureșanu             | Rumunia           |
| Przywiązanie                       | L'attachement                       | Carine Tardieu              | Francja           |
| Carissa                            | Carissa                             | Devon Delmar i Jason Jacobs | Południowa Afryka |
| Dziewiętnaście                     | Diciannove                          | Giovanni Tortorici          | Włochy            |
| Rodzina                            | Familia                             | Francesco Costabile         | Włochy            |
| Znajomy dotyk                      | Familiar Touch                      | Sarah Friedland             | Stany Zjednoczone |
| Happyend                           | Happyend                            | Neo Sora                    | Japonia           |
| Jeden z tych dni, gdy umiera Hemme | Hemme’nin Öldügü Günlerden Biri     | Murat Fıratoğlu             | Turcja            |
| Marco                              | Marco                               | Jon Garaño i Aitor Arregi   | Hiszpania         |
| Mistress Dispeller                 | Mistress Dispeller                  | Elizabeth Lo                | Stany Zjednoczone |
| Mój nieodłączny                    | Mon inséparable                     | Anne-Sophie Bailly          | Francja           |
| Pomimo                             | Nonostante                          | Valerio Mastandrea          | Włochy            |
| Pavements                          | Pavements                           | Alex Ross Perry             | Stany Zjednoczone |
| Pooja, Sir                         | राजागंज Pooja, Sir                     | Deepak Rauniyar             | Nepal             |
| Ciche życie                        | Quiet Life                          | Aleksandros Awranas         | Szwecja           |
| Pod szczęśliwą gwiazdą             | Wishing on a Star                   | Péter Kerekes               | Włochy            |
| Udanych wakacji                    | ينعاد عليكو Yanead ealiku           | Scandar Copti               | Palestyna         |

## Laureaci nagród

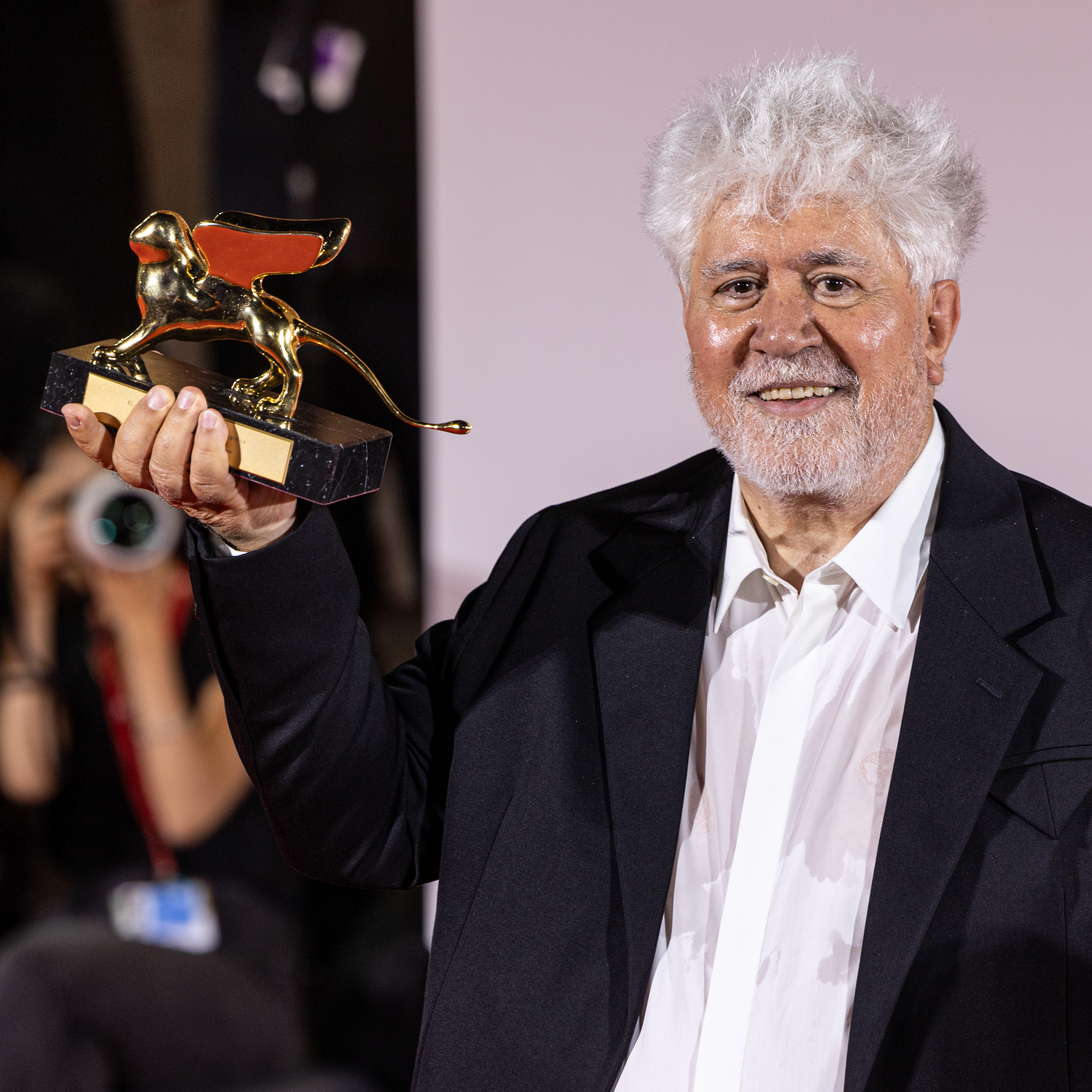
Pedro Almodóvar, zdobywca Złotego Lwa.

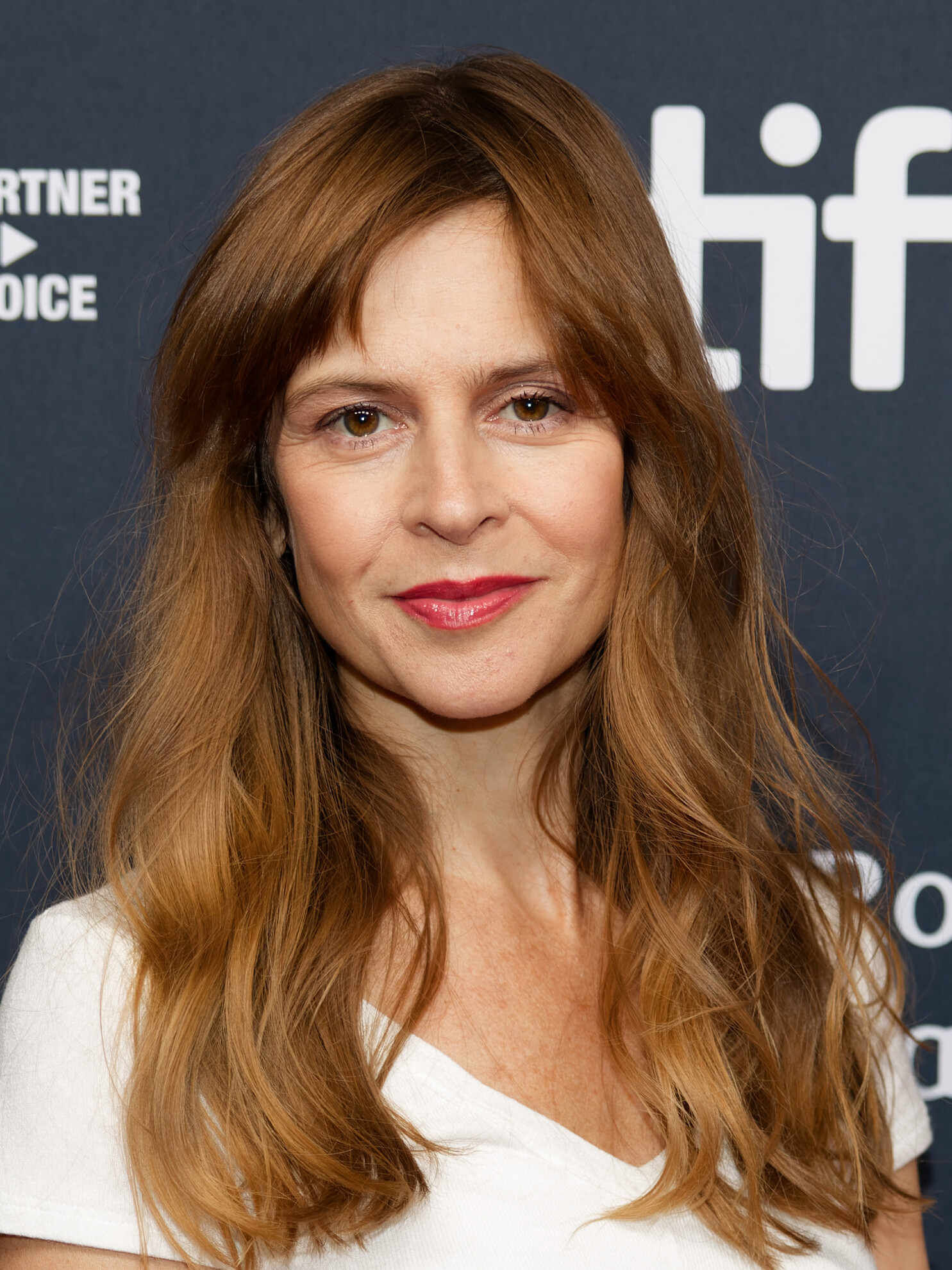
Maura Delpero, zdobywczyni Wielkiej Nagrody Jury.

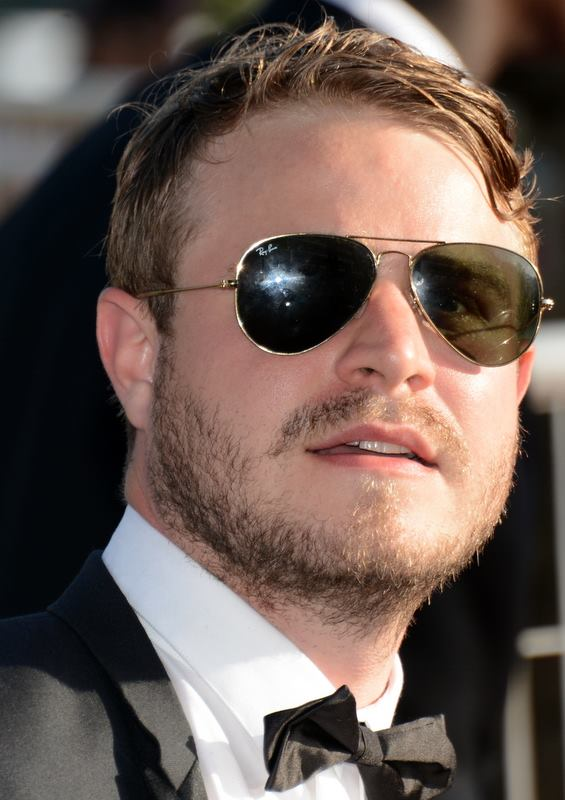
Brady Corbet, laureat Srebrnego Lwa za najlepszą reżyserię.

Dea Kulumbegaszwili, zdobywczyni Nagrody Specjalnej Jury.

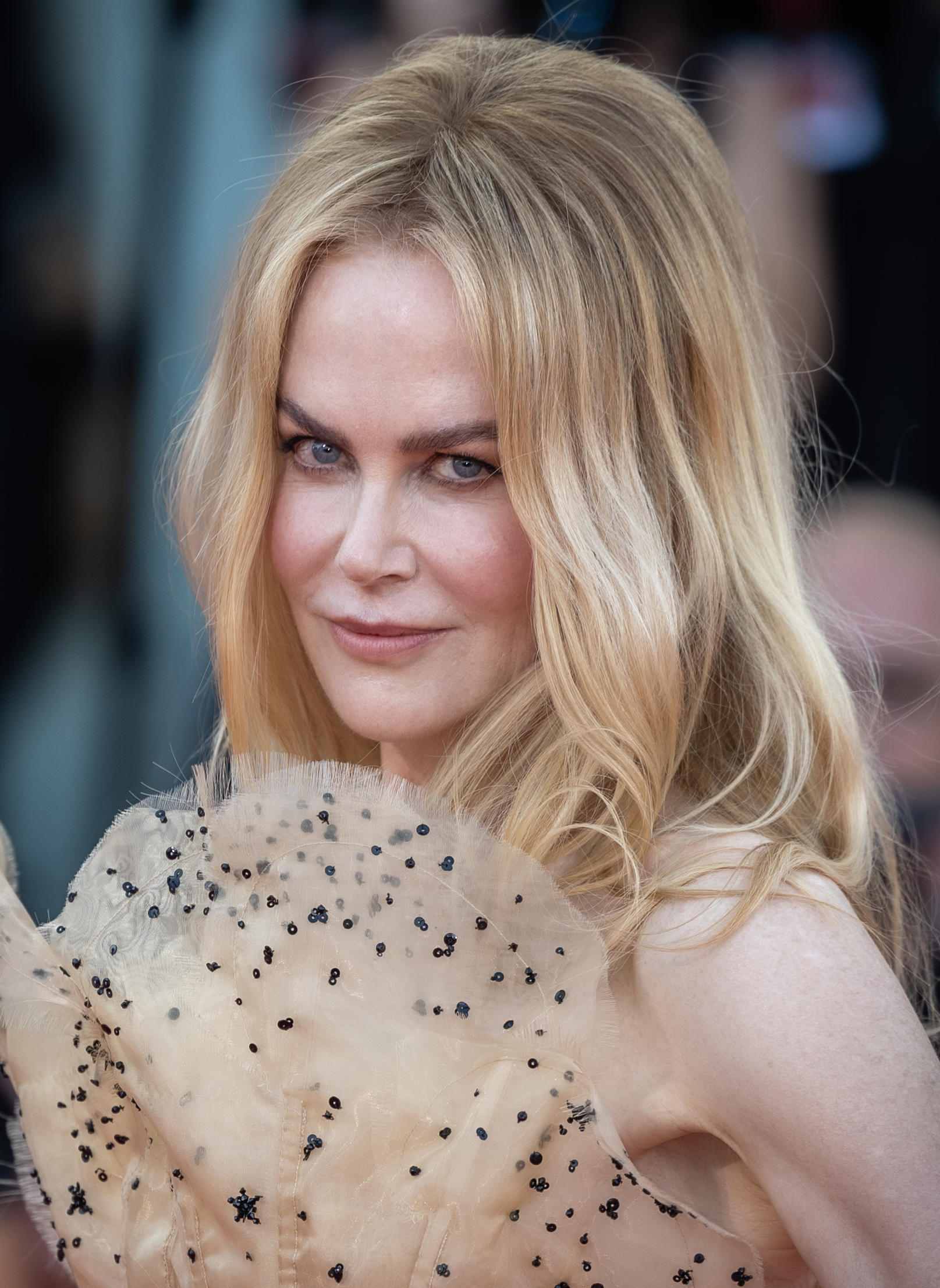
Nicole Kidman, wyróżniona Pucharem Volpiego dla najlepszej aktorki.

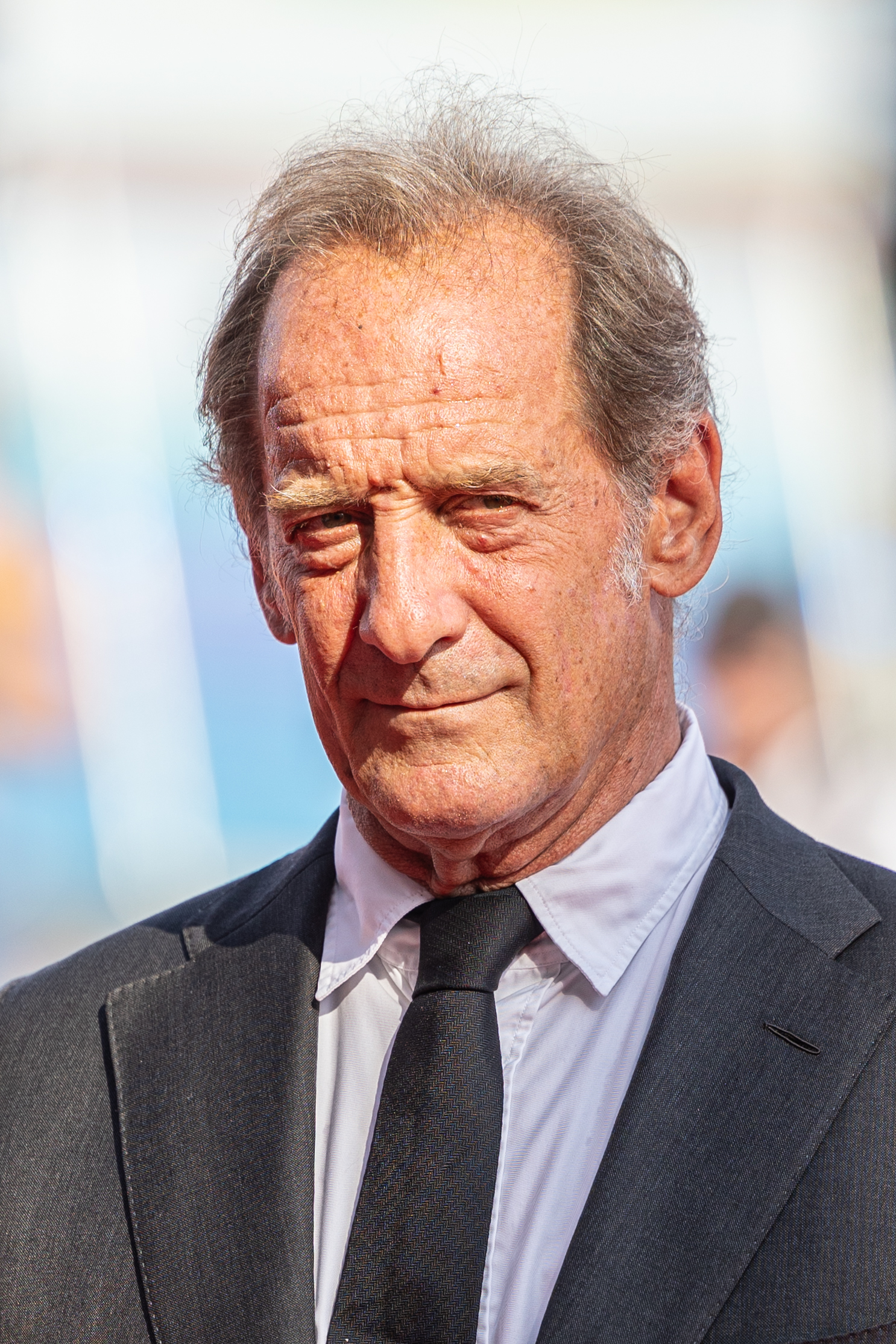
Vincent Lindon, nagrodzony Pucharem Volpiego dla najlepszego aktora.

### Konkurs główny
Złoty Lew
- W pokoju obok, reż. Pedro Almodóvar

Wielka Nagroda Jury
- Droga do Vermiglio, reż. Maura Delpero

Srebrny Lew dla najlepszego reżysera
- Brady Corbet − The Brutalist

Nagroda Specjalna Jury
- Kwiecień, reż. Dea Kulumbegaszwili

Puchar Volpiego dla najlepszej aktorki
- Nicole Kidman − Babygirl

Puchar Volpiego dla najlepszego aktora
- Vincent Lindon − Moi synowie

Złota Osella za najlepszy scenariusz
- Murilo Hauser i Heitor Lorega − Wciąż tu jestem

Nagroda im. Marcello Mastroianniego dla początkującego aktora lub aktorki
- Paul Kircher − Leurs enfants après eux

### Sekcja „Horyzonty”
Nagroda Główna
- Nowy Rok, który nie nadszedł, reż. Bogdan Mureșanu

Nagroda Specjalna Jury
- Jeden z tych dni, gdy umiera Hemme, reż. Murat Fıratoğlu

Nagroda za najlepszą reżyserię
- Sarah Friedland − Znajomy dotyk

Nagroda za najlepszą rolę żeńską
- Kathleen Chalfant − Znajomy dotyk

Nagroda za najlepszą rolę męską
- Francesco Gheghi − Rodzina

Nagroda za najlepszy scenariusz
- Scandar Copti − Udanych wakacji

Nagroda za najlepszy film krótkometrażowy
- Who Loves the Sun, reż. Arshia Shakiba

Nagroda publiczności w sekcji „Horyzonty Extra”
- Świadek, reż. Nader Saeivar

### Wybrane pozostałe nagrody
Nagroda im. Luigiego De Laurentiisa za najlepszy debiut reżyserski
- Znajomy dotyk, reż. Sarah Friedland

Nagroda główna w sekcji „Międzynarodowy Tydzień Krytyki”
- Nie płacz, motylu, reż. Dương Diệu Linh

Nagroda za reżyserię w sekcji „Venice Days”
- Manas, reż. Marianna Brennand Fortes

Nagroda Label Europa Cinemas dla najlepszego filmu europejskiego
- Alpha., reż. Jan-Willem van Ewijk

Nagroda sekcji „Venice Classics” za najlepiej odrestaurowany film
- Oto Bombo, reż. Nanni Moretti

Nagroda sekcji „Venice Classics” za najlepszy film dokumentalny o tematyce filmowej
- Reakcje łańcuchowe, reż. Alexandre O. Philippe

Nagroda FIPRESCI
- Konkurs główny:  The Brutalist, reż. Brady Corbet
- Sekcje paralelne:  Nowy Rok, który nie nadszedł, reż. Bogdan Mureșanu

Nagroda im. Francesco Pasinettiego (SNGCI – Narodowego Stowarzyszenia Włoskich Krytyków Filmowych)
- Najlepszy włoski film:  Sycylijskie listy, reż. Fabio Grassadonia i Antonio Piazza
- Najlepsza włoska aktorka:  Romana Maggiora Vergano − Il tempo che ci vuole
- Nagroda specjalna dla całej obsady:  Rodzina, reż. Francesco Costabile

Nagroda SIGNIS (Międzynarodowej Organizacji Mediów Katolickich)
- Wciąż tu jestem, reż. Walter Salles

Queerowy Lew dla najlepszego filmu o tematyce LGBT
- Pustynna dusza, reż. Mónica Taboada-Tapia

Nagroda UNICEF-u
- Rodzina, reż. Francesco Costabile

Nagroda UNESCO
- Rybak, reż. Zoey Martinson

Honorowy Złoty Lew za całokształt twórczości
- Sigourney Weaver
- Peter Weir